# Ahorcado (juego)
El ahorcado (también llamado colgado) es un juego de lápiz y papel para dos o más jugadores. Un jugador piensa en una palabra, frase u oración y el otro trata de adivinarla según lo que sugiere por letras o dentro de un cierto número de oportunidades.

## Descripción general
Usando una fila de guiones, se representa la palabra a adivinar, dando el número de letras, números y categoría. Si el jugador adivinador sugiere una letra o número que aparece en la palabra, el otro jugador la escribe en todas sus posiciones correctas. Si la letra o el número sugerido no ocurre en la palabra, el otro jugador saca un elemento de la figura de hombre palo ahorcado como una marca de conteo. El juego termina cuando:

Un ejemplo de juego en progreso.

- El jugador adivinador completa la palabra, o adivina la palabra completa correctamente
- El otro jugador completa el diagrama:

Este diagrama es, de hecho, diseñado para parecerse a un hombre ahorcado. A pesar de que han surgido debates sobre el gusto cuestionable de esta imagen, todavía está en uso actualmente (2025). Una alternativa común para maestros es dibujar un árbol de manzanas con diez manzanas, borrar o tachar las manzanas a medida que se agotan las adivinanzas.
La naturaleza exacta del diagrama difiere; algunos jugadores dibujan la horca antes de jugar y dibujan las partes del cuerpo del hombre (tradicionalmente la cabeza, luego el torso, luego los brazos y las piernas de uno en uno). Algunos jugadores comienzan con sin esquema en absoluto, y elaboran los elementos individuales de la horca como parte del juego, dándole al jugador más posibilidades efectivas medida de adivinar. También pueden presentar variaciones los detalles en el hombre, lo que afecta el número de posibilidades. Algunos jugadores incluyen una cara en la cabeza, ya sea toda a la vez o una característica a la vez.
A veces se aplican algunas modificaciones al juego para aumentar el nivel de dificultad, tales como la limitación de sobre las consonantes de alta frecuencia y las vocales. Otra alternativa es dar la definición de la palabra. Esto puede ser utilizado para facilitar el aprendizaje de una lengua extranjera.

## Historia
Los orígenes de El Ahorcado son oscuros, pero al parecer surgió en la época victoriana," dice Tony Augarde,[cita requerida] autor de La Guía de Oxford de Juegos de palabras" (Oxford University Press). 
El juego es mencionado en 1894 en "The Traditional Games of England, Scotland, and Ireland - Vol I" (Juegos tradicionales de Inglaterra, Escocia e Irlanda) de Alice Bertha Gomme bajo el nombre "Birds, Beasts, and Fishes" (Pájaros, Bestias y Peces). Las reglas eran simples: un jugador anota la primera y última letra de una palabra de un animal, y el otro jugador adivina las letras en el medio. 
En otras fuentes[¿dónde?] el juego se llama "Horca", "El Juego de Hangin'", o "Suspensión". 
El Ahorcado ha aparecido en el sistema de videojuegos Speak & Spell de 1978 bajo el nombre de "Palabra Misterio" y en la actualidad (2014), a veces, se juega en los foros de Internet.

## Estrategia
En el idioma español, las doce letras que aparecen más frecuentemente son, en orden descendente:
e-a-o-s-r-n-i-d-l-c-t-u. Esta y otras listas de frecuencia de letra son utilizadas por el jugador adivinador para aumentar las probabilidades cuando sea su turno de adivinar. Por otra parte, las mismas listas pueden ser utilizadas por el pionero puzzle para difuminar su oponente eligiendo una palabra que evita deliberadamente letras comunes (por ejemplo, ritmo o zephyr) o uno que contiene letras raras (por ejemplo, jazz).
Otra estrategia común es adivinar las vocales primero, ya que el español solo cuenta con cinco vocales (a, e, i, o, u), y casi toda palabra tiene al menos una. Además es estadísticamente la mejor estrategia inicial debido a que el 44% de las letras usadas en el idioma español son vocales.

## Derivaciones
La demostración de juego de la Rueda de la fortuna se basa en el ahorcado, pero con la adición de una rueda estilo de la ruleta y se otorga dinero en efectivo por  cada letra.

## Ejemplo de juego
El siguiente ejemplo de juego ilustra un jugador tratando de adivinar la palabra Ahorcado utilizando una estrategia basada únicamente en la frecuencia de letra.
| Palabra:        | _ _ _ _ _ _ _ _ |
| Adivinar:       | E               |
| Letras erradas: |                 |

| Palabra:        | _ _ _ _ _ _ _ _ |
| Adivinar:       | A               |
| Letras erradas: | e               |

| Palabra:        | A _ _ _ _ A _ _ |
| Adivinar:       | O               |
| Letras erradas: | e               |

| Palabra:        | A _ O _ _ A _ O |
| Adivinar:       | S               |
| Letras erradas: | e               |

| Palabra:        | A _ O _ _ A _ O |
| Adivinar:       | R               |
| Letras erradas: | e,s             |

| Palabra:        | A _ O R _ A _ O |
| Adivinar:       | N               |
| Letras erradas: | e,s             |

| Palabra:        | A _ O R _ A _ O |
| Adivinar:       | H               |
| Letras erradas: | e,s,n           |

| Palabra:        | A H O R _ A _ O |
| Adivinar:       | D               |
| Letras erradas: | e,s,n           |

| Palabra:        | A H O R _ A D O |
| Adivinar:       | L               |
| Letras erradas: | e,s,n           |

| Palabra:        | A H O R _ A D O |
| Adivinar:       | C               |
| Letras erradas: | e,s,n,l         |

| Palabra:        | A H O R C A D O |
| Adivinar:       |                 |
| Letras erradas: | e,s,n,l         |